# Peucolau

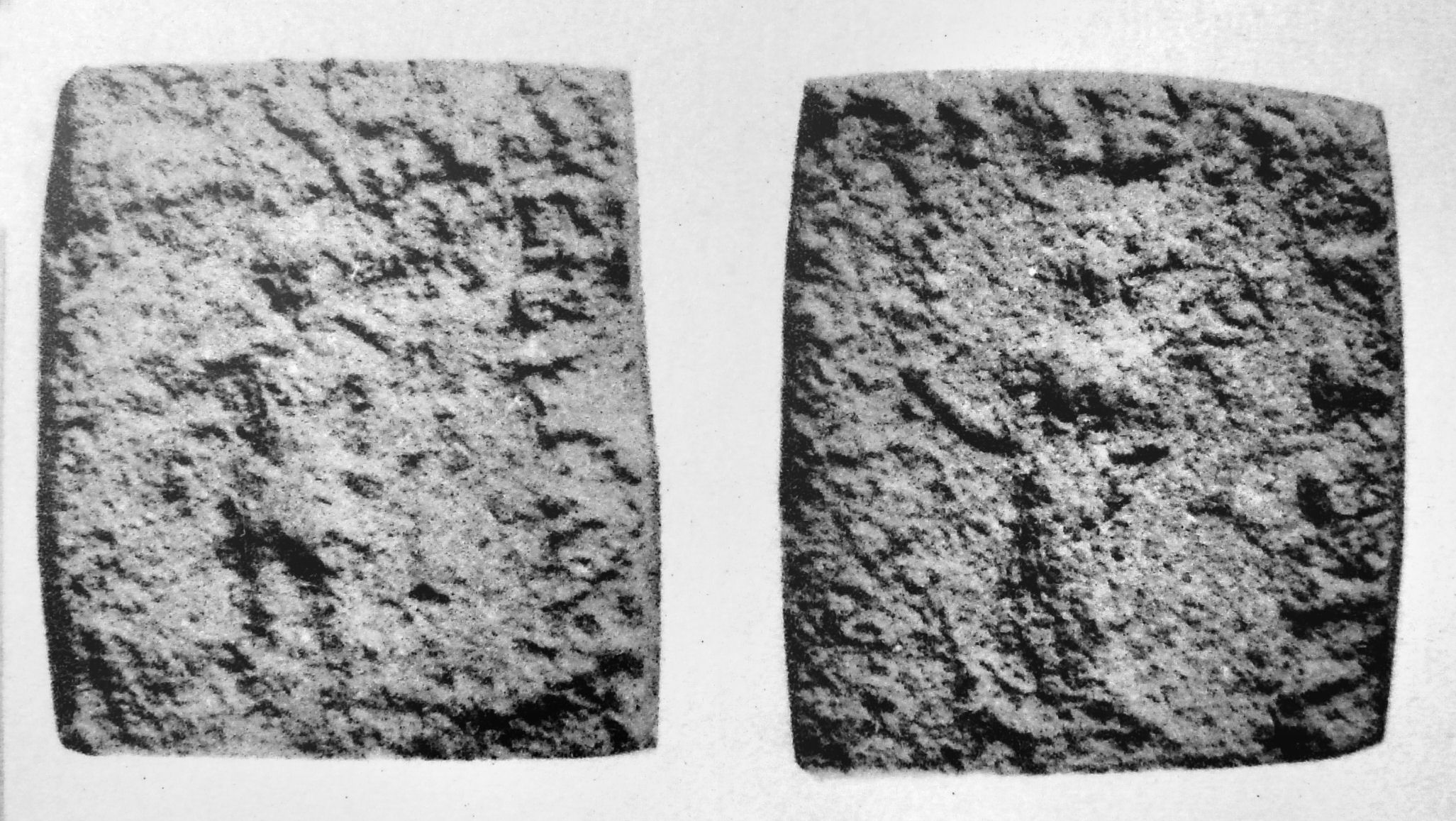
Moneda de Peucolau.

Peucolau Sòter Dikaios fou un rei indogrec que va governar a l'àrea de Gandhara vers el 90 aC. El seu regnat fou probablement curt, ja que va deixar molt poques monedes. les seves relacions amb antres reis indogrecs són obscures. El seu nom és interpretat com "L'home de Pushkalavati", una important ciutat indogrega a l'est de Kabul en la que potser tenia la capital.

## Monedes de Peucolau
Peucolau va encunyar algunes rares monedes de tipus indi de plata amb la seva imatge amb diadema i al darrere amb Zeus, el que les fa assemblar a les dels contemporanis Heliocles II i Arquebi. Aquest darrer va regravar dues monedes de Peucolau. També va encunyar monedes de bronze amb Artemisa i una dona coronada amb una branca de palmera, potser una deessa de la ciutat o la personificació de Tique, la deïtat de la bona sort.